# Large Red Sphere

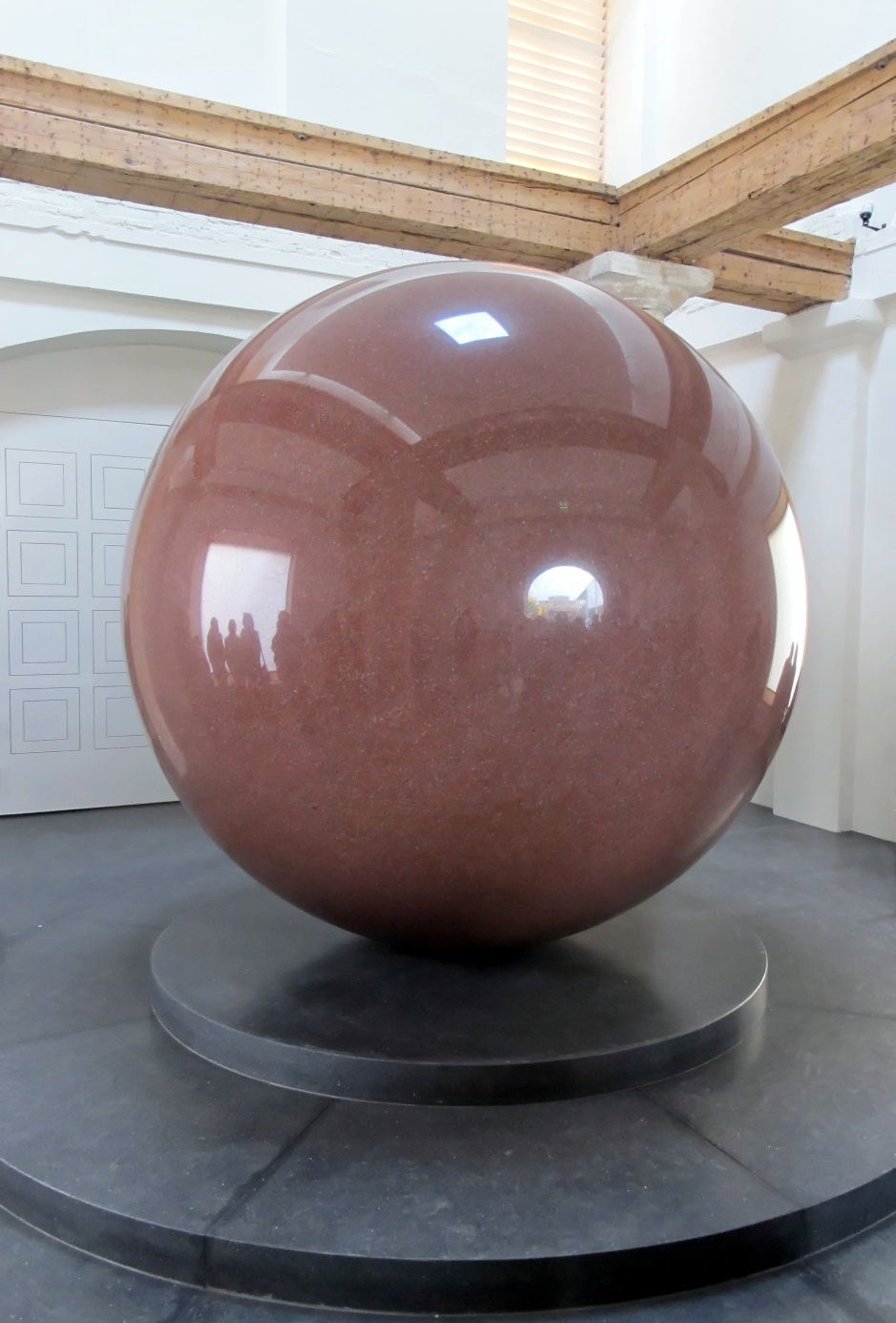
MUC MaxVStadt Large Red Sphere

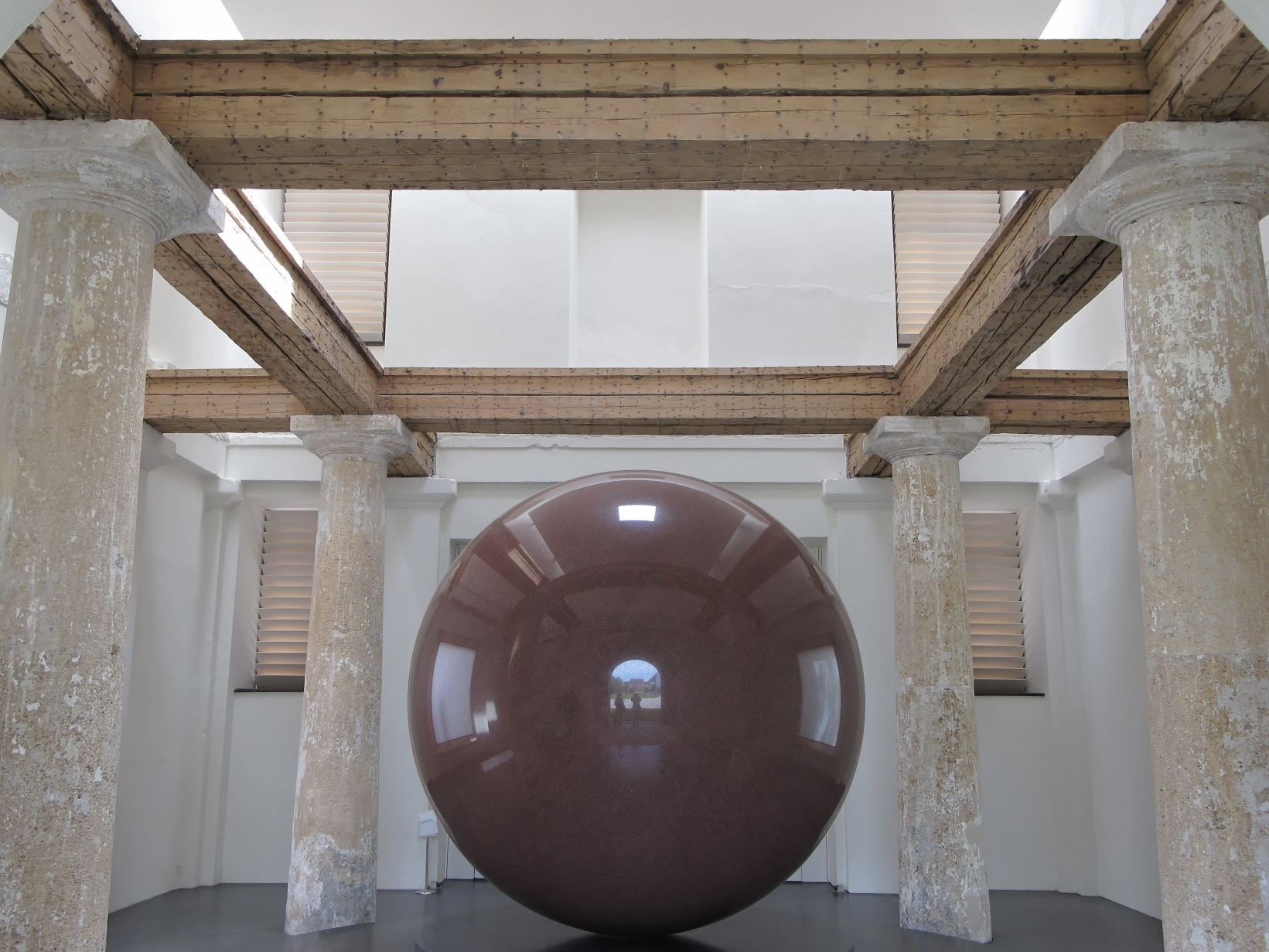
MUC MaxVStadt Large Red Sphere

Large Red Sphere è una scultura dell'artista statunitense Walter De Maria.
Si tratta di una palla di granito rosso pesante 25 tonnellate. L'opera è stata creata nell'anno 2002 e si trova nella Türkentor a Monaco di Baviera nel Kunstareal tra il Museo Brandhorst e la Pinakothek der Moderne. 
La palla ha un diametro di 2,60 metri.

## Links
- art-in, su art-in.de.
- Muenchen Lexikon, su stadt-muenchen.net.
- Kultur-vollzug, su kultur-vollzug.de.